# Liste der Bodendenkmale in Alt Tucheband
In der Liste der Bodendenkmale in Alt Tucheband sind alle Bodendenkmale der brandenburgischen Gemeinde Alt Tucheband und ihrer Ortsteile aufgelistet. Grundlage ist die Veröffentlichung der Landesdenkmalliste mit dem Stand vom 31. Dezember 2020.
Die Baudenkmale sind in der Liste der Baudenkmale in Alt Tucheband aufgeführt.

## Bodendenkmale
| Gemarkung                     | Flur  | Kurzansprache | Bodendenkmalnummer | Bemerkung | Bild |
| ----------------------------- | ----- | --- | ------------------ | --------- | ---- |
| Alt Tucheband (Lage)          | 10    | Siedlung römische Kaiserzeit | 60194              |           |      |
| Alt Tucheband (Lage)          | 9     | Siedlung slawisches Mittelalter, Dorfkern deutsches Mittelalter, Dorfkern Neuzeit, Siedlung römische Kaiserzeit, Siedlung Eisenzeit, Siedlung Bronzezeit | 60195              |           |      |
| Alt Tucheband (Lage)          | 11    | Dorfkern deutsches Mittelalter, Dorfkern Neuzeit | 60196              |           |      |
| Hathenow (Lage)               | 2, 3  | Dorfkern deutsches Mittelalter, Dorfkern Neuzeit | 60303              |           |      |
| Rathstock (Lage)              | 4, 5  | Gräberfeld Bronzezeit, Gräberfeld Ur- und Frühgeschichte, Siedlung Eisenzeit, Siedlung Bronzezeit                                                        | 60461              |           |      |
| Rathstock (Lage)              | 5     | Dorfkern deutsches Mittelalter, Dorfkern Neuzeit | 60462              |           |      |
| Rathstock (Lage)              | 4, 11 | Gräberfeld Bronzezeit, Siedlung Bronzezeit, Hort Bronzezeit, Siedlung Eisenzeit                                                                          | 60463              |           |      |
| Rathstock (Lage)              | 4, 5  | Siedlung römische Kaiserzeit | 60464              |           |      |
| Rathstock, Sachsendorf (Lage) | 4, 11 | Siedlung Eisenzeit, Siedlung Urgeschichte, Einzelfund slawisches Mittelalter                                                                             | 60562              |           |      |